# 금성역
금성역(金城驛)은 지금의 조선민주주의인민공화국 강원도 김화군 김화읍에 위치했던 금강산선의 철도역이다.

## 연혁
- 1925년 12월 20일 : 김화~금성 간 개통과 함께 금성역(金城驛)으로 영업 개시[1]
- 1950년 : 한국 전쟁으로 폐지